# Husariwka (hromada Bałaklija)
Husariwka (ukr. Гусарівка) – wieś na Ukrainie, w obwodzie charkowskim, w rejonie iziumskim, w hromadzie Bałaklija. W 2001 liczyła 1352 mieszkańców.